# Frans Wiertz
Franciscus Jozef Maria Wiertz (né le 2 décembre 1942 à Kerkrade aux Pays-Bas) est un ecclésiastique catholique néerlandais, évêque émérite du diocèse de Ruremonde.

## Biographie
Franciscus (Frans) Wierts est l'aîné d'une famille de la classe moyenne de Kerkrade de neuf enfants. Il entre à douze ans au petit séminaire de Rolduc à Kerkrade. Il n'entre pas tout de suite au grand séminaire, après son baccalauréat, car il étudie un an l'histoire à l'université Radboud de Nimègue. Il commence sa philosophie en 1962 et poursuit ses études à Rolduc et à Heerlen. Il fait sa théologie en 1964 au grand séminaire de Ruremonde. Il est ordonné diacre le 23 septembre 1967 à la chapelle du séminaire, et prêtre le 30 mars 1968 dans la même ville en la cathédrale Saint-Christophe, des mains de Petrus Moors (nl). Il devient vicaire à la paroisse Saints-Pierre-et-Paul de Schaesberg alors que l'Église catholique aux Pays-Bas est frappée d'une crise profonde dont, des décennies plus tard, elle ne s'est toujours pas relevée. En 1977, son évêque le prépare à la tête d'une nouvelle paroisse du quartier De Heeg de Maastricht dont il s'occupe de 1981 à 1985. Ensuite, il est doyen et curé à Hoensbroek. En 1991, il est nommé doyen de Heerlen où il succède à Joseph Maria Punt, futur évêque de Haarlem-Amsterdam. La même année, il est nommé chanoine du chapitre de la cathédrale de Ruremonde qu'il préside à partir de 1992.
Le pape Jean-Paul II le nomme évêque de Ruremonde le 10 juillet 1993 et il est consacré évêque le 25 septembre suivant en la cathédrale Saint-Christophe par le cardinal Simonis, archevêque d'Utrecht et primat des Pays-Bas. Il prend comme devise: Geef, Heer, liefde en geloof aan uw Kerk (en français : Donne, Seigneur, la charité et la foi à ton Église). Wiertz est vice-président de la Conférence épiscopale néerlandaise, chargé de la communication et des médias.
Wiertz donne sa démission d'évêque pour raison d'âge le 2 décembre 2017, ce qui est accepté par le pape François. Atteint d'une maladie de dégénérescence oculaire, il démissionne de toutes ses fonctions et s'installe le 9 décembre suivant à la maison-mère des sœurs de la charité de Saint-Charles de Maastricht. Hendrikus Smeets ne lui succède que le 10 octobre 2018, un administrateur apostolique ayant été nommé entre-temps.